# Altiplano
Altiplano er et geografisk område i Andesbjergene i det vestlige centrale Sydamerika. Navnet, som stammer fra spansk, betyder slet og ret højslette. Hovedparten af Altiplano ligger i Peru og Bolivia og de sydlige dele af området ligger i Chile og Argentina.
På Altiplano ligger flere byer, såsom Puno, Oruro, Potosí, Cuzco, El Alto og La Paz, Bolivias administrative hovedstad. Altiplano var hjemsten for flere præ-columbianske kulturer, herunder Tiwanaku og Inkariget. Spanien erobrede området i det 16. århundrede.
Højsletten er i vest og nordvest domineret af flere bjergmassiver, som eksempelvis Cordillera Real og Cordillera Central. Gennemsnitshøjden er omkring 3.750 moh, en anelse lavere end det Tibetanske Plateau. I modsætning til Tibet er ligger på Altiplano adskillige aktive vulkaner, såsom Ampato (6.288 m), Tutupaka (5.816 m), Parinacota (6.348 m), Guallatiri (6.071 m), Uturunku (6.008 m) og Licancabur (5.916 m).
Det nordøstige Altiplano er mere fugtigt end den sydvestlige del, der indeholder flere saltsøer, herunder Salar de Uyuni . Øst for Altiplano ligger den fugtige Amazonjungle
På grænsen mellem Bolivia og Peru ligger Titicacasøen, Sydamerikas største sø. På Altiplano ligger også Poopósøen.

## Galleri
- Saltsøen Salar de Uyuni
- Salvador Dalí ørkenen i det sydlige Bolivia
- Vulkanen Parinacota

## Eksterne links
- Wikimedia Commons har flere filer relateret til Altiplano

16°00′13″S 69°39′12″V / 16.00358°S 69.65332°V